# Umbyquyra schmidti
Espèce
Synonymes
- Cyrtopholis schmidti Rudloff, 1996

Umbyquyra schmidti est une espèce d'araignées mygalomorphes de la famille des Theraphosidae.

## Distribution
Cette espèce est endémique du Brésil. Elle se rencontre au Mato Grosso et dans l'État de São Paulo.

## Description
Le mâle décrit par Gargiulo, Brescovit et Lucas en 2018 mesure 25 mm et la femelle 17,8 mm.

## Étymologie
Cette espèce est nommée en l'honneur de Günter E. W. Schmidt.

## Publication originale
- Rudloff, 1996 : Cyrtopholis schmidti sp. n., eine neue Cyrtopholis-Art aus Brasilien (Araneida: Theraphosidae: Theraphosinae). Arachnologisches Magazin, vol. 4, no 5, p. 2-8.